# Siêu cúp Anh
FA Community Shield (tên cũ là FA Charity Shield, còn được biết đến tại Việt Nam là Siêu cúp Anh) là trận đấu hàng năm của nước Anh thường diễn ra đầu mùa giải mới giữa đội vô địch Giải bóng đá Ngoại hạng Anh (EPL) và đội vô địch Cúp FA. Nếu mùa giải trước đó một đội vừa vô địch EPL và Cúp FA thì sẽ đấu với đội á quân EPL.
Tên Community Shield (Chiếc khiên Cộng đồng) là cái tên mới cho cái tên Charity Shield vốn đã có lịch sử 94 năm, việc thay đổi tên này bắt đầu từ giải đấu năm 2002. Đây cũng là tên của chiếc khiên mà đội chiến thắng sẽ nâng cao sau trận đấu.
Trận tranh danh hiệu đầu tiên diễn ra vào năm 1908, đấu lại sau trận hòa 1-1, Manchester United, lúc ấy là đương kim vô địch quốc gia, đã thắng đội đoạt chức quán quân giải miền nam Queens Park Rangers với tỷ số đậm 4-0.
Manchester United đang là đội bóng giành được nhiều Charity Shield/Community Shield nhất với 21 lần, lần gần đây nhất là năm 2016. Nhà vô địch hiện tại là đương kim vô địch của Cúp FA 2024–25 là Crystal Palace, đội đã đánh bại nhà vô địch cuat Giải bóng đá Ngoại hạng Anh 2024–25 là Liverpool với tỷ số 3–2 trên chấm luân lưu sau khi hòa 2–2 trong trận đấu vào năm 2025.

## Các kỷ lục

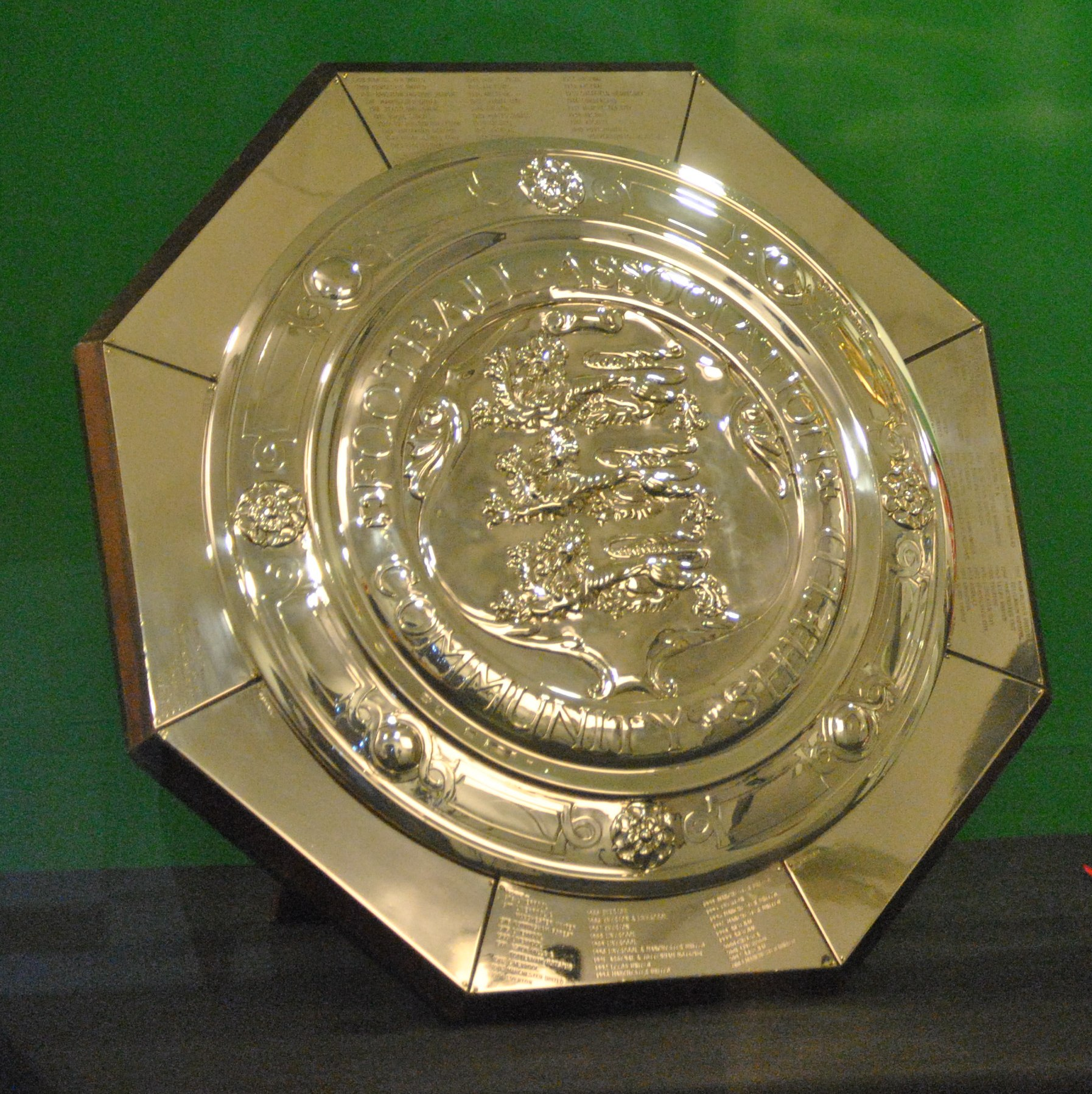
Community Shield - chiếc khiên dành cho đội chiến thắng trận đấu

- Các đội bóng thành công nhất: Manchester United (17 chiến thắng, 4 chia sẻ), Arsenal (15 chiến thắng, 1 chia sẻ), Liverpool (11 chiến thắng, 5 chia sẻ) và Everton (8 chiến thắng, 1 chia sẻ).
- Giành chiến thắng với tỷ số cao nhất: Manchester United thắng 8–4 trước Swindon Town trong trận Charity Shield 1911.[1]
- Everton giữ kỷ lục chiến thắng liên tiếp: 4 lần từ năm 1984 đến năm 1987. Tuy nhiên, Năm 1986 bị chia sẻ danh hiệu với Liverpool. Manchester United giữ kỷ lục thất bại liên tiếp: 4 từ năm 1998 đến 2001. Trong thời gian này Manchester United giữ kỷ lục chuỗi trận thi đấu liên tiếp nhiều nhất: 6 lần từ năm 1996 đến năm 2001 trong đó có 2 chiến thắng.
- Thủ môn Pat Jennings của Tottenham ghi bàn vào lưới Manchester United từ vòng cấm của mình trong trận tranh Charity Shield 1967, cả hai đội bóng chia sẻ danh hiệu khi tỷ số hòa 3-3.[1]
- Brighton & Hove Albion và Leicester City là 2 câu lạc bộ duy nhất từng giành danh hiệu mà không đoạt Cúp FA hay chức vô địch Quốc gia. Leicester là nhà vô địch giải hạng Hai Anh (xem ở dưới) và Brighton vô địch Southern League.

## Nơi thi đấu
| Sân                      | Số lần | Năm                                                        |
| ------------------------ | ------ | ---------------------------------------------------------- |
| Stamford Bridge, London  | 10     | 1908, 1909, 1910, 1911, 1923, 1927, 1930, 1950, 1955, 1970 |
| Highbury, London         | 7      | 1924, 1934, 1935, 1938, 1948, 1949, 1953                   |
| White Hart Lane, London  | 6      | 1912, 1920, 1921, 1925, 1951, 1961                         |
| Old Trafford, Manchester | 6      | 1922, 1928, 1952, 1957, 1965, 1967                         |
| Maine Road, Manchester   | 5      | 1926, 1937, 1956, 1968, 1973                               |
| Villa Park, Birmingham   | 3      | 1931, 1972, 2012                                           |
| Goodison Park, Liverpool | 3      | 1933, 1963, 1966                                           |
| The Den, London          | 2      | 1913, 1929                                                 |
| Molineux, Wolverhampton  | 2      | 1954, 1959                                                 |
| King Power, Leicester    | 1      | 2022                                                       |

Những sân in nghiêng là những sân không còn tồn tại.

### Nơi thi đấu lâu dài
Từ năm 1974, Charity Shield/Community Shield được thi đấu trên một sân trung lập hơn là sân nhà của một câu lạc bộ nào đó.
- Empire Stadium (Wembley cũ): 1974–2000
- Thiên niên kỷ: 2001–2006
- Sân vận động Wembley (Wembley mới): 2007–2011; 2013–2021; 2023–

### Sân trung lập
Theo lịch thì trận đấu sẽ diễn ra trên sân trung lập hoặc sân nhà của một đội bóng tham gia. Đã có tổng cộng 17 sân được sử dụng cho trận đấu này cùng với 3 sân nói ở trên. Sân trung lập đầu tiên tổ chức là Stamford Bridge năm 1908 còn sân cuối cùng là Villa Park năm 2012, do Wembley và Thiên niên kỷ tổ chúc bóng đá tại Olympic 2012. Các sân vận động được cân nhắc là St James' Park, và Sân vận động Ánh sáng nhưng Villa Park đã được chọn.
Có 8 sân chỉ tổ chức một lần là: St James' Park năm 1932, Roker Park năm 1936, Burnden Park năm 1958, Turf Moor năm 1960, Portman Road năm 1962, Anfield năm 1964, Elland Road năm 1969 và Filbert Street năm 1971. 9 sân khác tổ chức hơn một lần.